# プリンス (戦列艦・1788年)
| プリンス | プリンス |
| 艦歴     | 艦歴 |
| -------- | --- |
| 運用者   | イギリス海軍 |
| 建造     | ウリッジ工廠 |
| 発注     | 1779年12月9日 |
| 起工     | 1782年1月1日 |
| 進水     | 1788年7月4日 |
| その後   | 1837年解体 |
| 戦歴     | トラファルガーの海戦 |
| 性能諸元 | |
| クラス   | ロンドン級 98門2等戦列艦 |
| トン数   | 1871bm |
| 全長     | 砲列甲板：177ft 6in(54.1m) |
| 全幅     | 49ft (14.9m) |
| 深さ     | 船倉：21ft (6.4m) |
| 推進     | 帆走（3本マストシップ） |
| 兵装     | 98門： 上砲列：12ポンド（5kg）砲30門 中砲列：18ポンド（8kg）砲30門 下砲列：32ポンド（15kg）砲28門 後甲板：12ポンド（5kg）砲8門 船首楼：12ポンド（5kg）砲2門 |

プリンス (HMS Prince) はイギリス海軍の98門2等戦列艦。トラファルガーの海戦に参加していたことで知られる。同名の戦列艦としては4代目にあたる。

## 建造
プリンスの建造は1779年12月9日ウリッジ工廠に発注された。ジョン・ジェンナーが1782年12月まで建造を指揮し、ヘンリー・ピークが引き継ぎ1785年11月まで担当した。その後1787年3月までマーティン・ウェアが、その年の終わりまでジョン・ネルソンが担った。この船の竜骨は1782年1月1日に敷かれ、進水は1788年7月4日だった。全ての艤装が完了したのは1788年7月25日で、建造にかかった費用は55,041ポンド9シリング11ペンスだった。この金額には装備や帆の仕立てにかかった8,388ポンドが含まれている。また1788年10月から11月にかけてプリマスで船底に銅板を貼った。

## 艦歴とエピソード
プリンスはその艦歴で僅かな作戦にしか参加しておらず、これはある艦長によると「まるで干し草の山のよう」と形容された鈍重さと帆走性能の低さに原因があったと見られている。
この船は1790年7月にジョサイア・ロジャーズ艦長のもとでジョン・ジャーヴィス提督の旗艦となった。しかし同年12月に予備役とされプリマスで係留された。1793年2月に現役艦に復帰し、カスバート・コリングウッド艦長のもとでジョージ・ボウヤー提督の旗艦となった。1794年1月には再び任務から外された。
フランス革命戦争期にも即座には任務には就かず、1794年4月にポーツマスで予備役とされた。そして、1796年には船体の延長が行われた。
1805年にプリンスはリチャード・グリンドール艦長のもとで海峡艦隊に配備された。そして同年10月トラファルガーの海戦に参加した。この海戦において、プリンスは2～3マイルを2時間かけて通過し、戦闘に突入した。この船が戦場に到着した頃には海戦の大勢は既に定まっており、プリンスはスペイン艦隊旗艦プリンシペ・デ・アストゥリアスとフランス艦アシレに砲撃を行った。アシレは出火から火薬に誘爆し、沈没した。プリンスは近くのイギリス艦とともにボートを出し、生存者を救出した。プリンス自身が攻撃されることはなく、目立った損害も被らなかった。戦闘後、嵐が両軍を襲い、プリンスは戦闘と嵐で傷つき航行不能となった船を牽引できる貴重な艦となった。
この船は、ポーツマスで係留され、1837年に解体された。